# Rumont, Meuse
Rumont är en kommun i departementet Meuse i regionen Grand Est (tidigare regionen Lorraine) i nordöstra Frankrike. Kommunen ligger i kantonen Vavincourt som tillhör arrondissementet Bar-le-Duc. År 2022 hade Rumont 84 invånare.

## Befolkningsutveckling
Antalet invånare i kommunen Rumont
| Referens: INSEE |